# Saimir Kastrati
Saimir Kastrati (* 7. März 1987 in Laç) ist ein ehemaliger albanischer Fußballspieler.

## Karriere
Kastrati begann seine Profikarriere im Jahr 2006 beim albanischen Erstligisten KF Laçi, für den er bis 2014 spielte. Während dieser Zeit absolvierte er mehr als 130 Ligaspiele. Mit Laçi gewann er 2013 den Albanischen Pokal. Zu Beginn des Jahres 2014 fiel er für vier Monate wegen einer Verletzung aus.
Im Jahr 2014 wechselte er zum Zweitligisten KS Adriatiku Mamurras aus der gleichnamigen Nachbarstadt, wo er in der Saison 2014/15 insgesamt 23 Spiele bestritt und zwei Tore erzielte. Im Sommer 2015 schloss er sich dem KS Besëlidhja Lezha an, ebenfalls ein nordalbanischer Klub aus der zweithöchsten Liga. 2017 beendete er seine Karriere.